# Jüdischer Friedhof (Dornum)
Der Jüdische Friedhof Dornum ist ein jüdischer Friedhof in der Gemeinde Dornum im Landkreis Aurich. Der Eingang zu diesem Friedhof befindet sich am Ende der Marktstraße.

## Geschichte

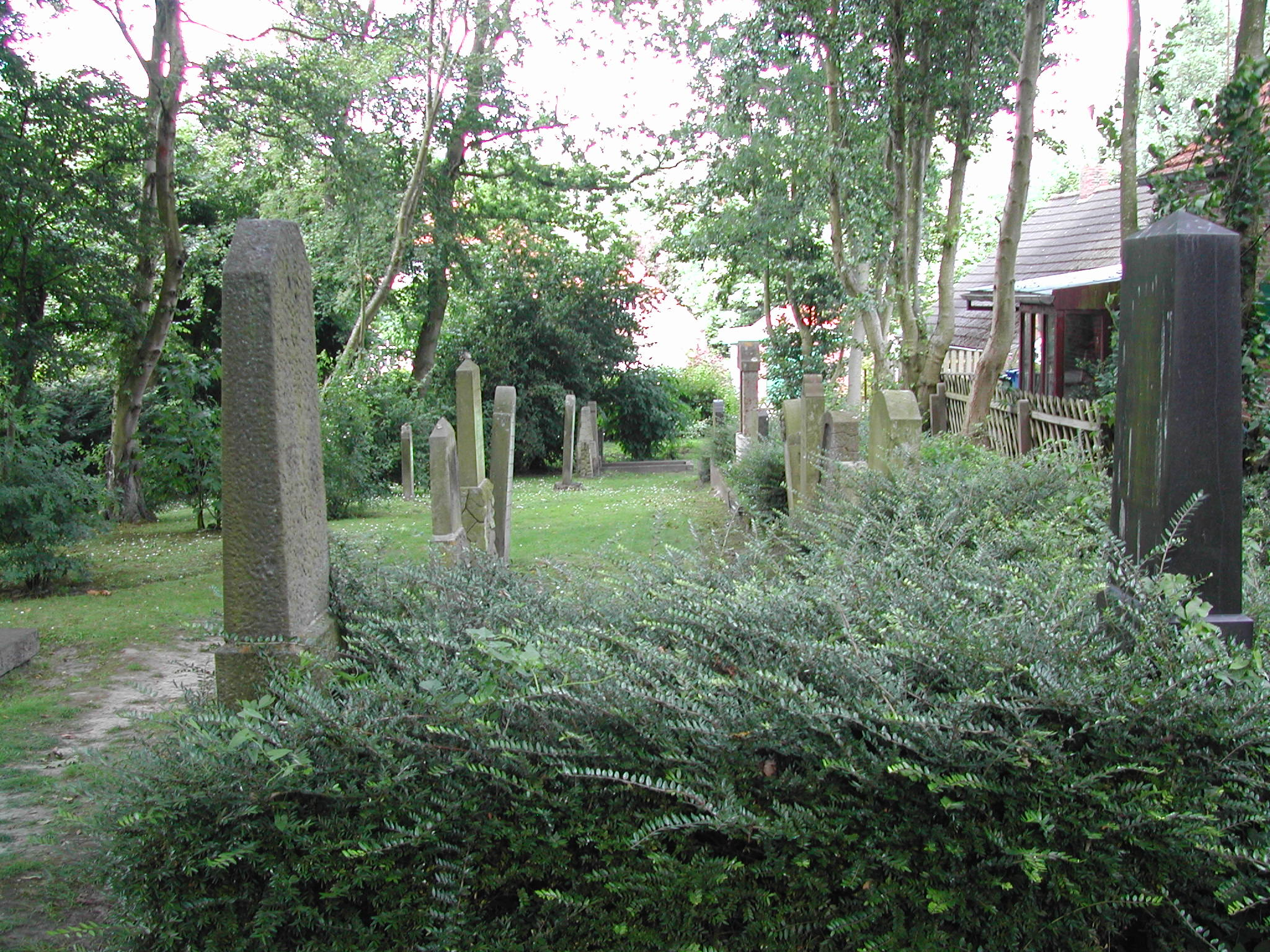
Der jüdische Friedhof in Dornum

Die Jüdische Gemeinde Dornum bekam das Grundstück im Jahre 1721 von der Ortsherrlichkeit zugewiesen. Das vor dem Ort gelegene Gelände war zunächst gemietet und konnte 1723 gekauft werden. Bis 1938 wurden die jüdischen Toten aus Dornum auf diesem Friedhof bestattet.
In der sogenannten Reichskristallnacht wurden Unterlagen über den Friedhof und der jüdischen Gemeinde auf dem Marktplatz verbrannt. In der Folgezeit wurde das Grundstück für 150 Reichsmark verkauft. Die Grabsteine wurden entfernt und in der Marktstraße gelagert. Etwa 150 Grabsteine wurden zweckentfremdet.
Nach dem Zweiten Weltkrieg wurde der Friedhof auf alliierte Anordnung wieder hergerichtet. Da keine Unterlagen mehr vorhanden waren, konnten die verbliebenen 36 Grabsteine keinem Grab mehr zugeordnet werden.

## Grabsteine
Die Grabplatte des am 31. Oktober 1721 verstorbenen Aaron Levy (Aharon ben Jehuda Blitz) ist der älteste Grabstein. Diese Platte dokumentiert mit drei anderen die sephardische Begräbnistradition.
Der jüngste Grabstein ist für den am 6. November 1938 verstorbene Wolf (Adolf) Abrahams.
Anfang 1990 wurde der verschollene Grabstein von Martha Cohen gefunden. Schüler der Realschule Dornum fanden ihn bei Pflegearbeiten. Frau Cohen, geborene Friedheim, starb am 29. Januar 1927.
Kein einziger Grabstein ist von der armen Trödlerfamilie Schönberg vorhanden. Der Großvater der Marx Brothers, Abraham Moses Schönberg, starb am 30. November 1862.